# Знаки поштової оплати України 2003
Знаки поштової оплати України 2003 — перелік поштових марок, введених в обіг Укрпоштою у 2003 році.
З 17 січня по 19 грудня 2003 року було випущено 65 поштових марок, у тому числі 64 пам'ятні (комеморативні) поштові марки та одну стандартну шостого випуску номіналом 0,65 гривні. Також протягом року додатково масово додрукували стандартні поштові марки четвертого (1995—2006) — з літерним індексом «І» замість номіналу; п'ятого (2001—2006) — з літерним індексом «В», «С», «Е», «Є», «Ж», «Р» замість номіналу та шостого (2002—2006) випуску. Тематика комеморативних марок охопила ювілеї визначних дат, подій, пам'яті видатних діячів культури та інші.
Марки було надруковано державним підприємством «Поліграфічний комбінат „Україна“» (Київ).
Відсортовані за датою введення.

## Список комеморативних марок
| № у каталозі                                                            | Зображення | Опис та джерело | Номінал          | Дата введення в обіг   | Тираж   | Дизайн                      |
| ----------------------------------------------------------------------- | ---------- | --- | ---------------- | ---------------------- | ------- | --------------------------- |
| № 488 № 489 № 490                                                       |            | Зчіпка «Українські народні казки» - Коза-дереза - Солом'яний бичок - Лисиця та журавель | 0,45 гривні      | 17 січня 2003 року     | 500 000 | Кость Лавро                 |
| № 491                                                                   |            | Ковзанярський спорт | 0,65 гривні      | 24 січня 2003 року     | 500 000 | Валерій Євтушенко           |
| № 492 № 493 № 494 № 495                                                 |            | Зчіпка «Історія війська в Україні» - Війни з готами IV ст. - Спілка з гунами V ст. - Походи на Балкани VI ст. - Аварська навала VI ст. | 0,45 гривні      | 7 лютого 2003 року     | 300 000 | Юрій Логвин                 |
| № 496 № 497                                                             |            | Зчіпка «Суднобудування» - Пароплав «Грізний» - Корабель «Одеса» | 1,00 гривня      | 14 лютого 2003 року    | 500 000 | Валерій Руденко             |
| № 498                                                                   |            | Микола Аркас (1853—1909) | 0,45 гривні      | 21 лютого 2003 року    | 300 000 | Наталія Михайличенко        |
| № 499 № 500 № 501                                                       |            | Блок «Яворівський національний природний парк» - Рибалочка Alcedo atthis (L) - Зозулині черевички Cypripedium calceolus - Сатурнія мала Eudia pavonia (L) | 1,00 1,50 гривні | 3 березня 2003 року    | 50 000  | Геннадій Кузнєцов           |
| № 502 № 503                                                             |            | Зчіпка «Європа»: мистецтво плаката | 1,75 гривні      | 21 березня 2003 року   | 150 000 | Олексій Штанко              |
| № 504                                                                   |            | Серія «Конструктори ракет»: Олександр Засядько (1779—1837) | 0,45 гривні      | 11 квітня 2003 року    | 250 000 | Василь Василенко            |
| № 505                                                                   |            | Серія «Конструктори ракет»: Костянтин Константинов (1817—1871) | 0,65 гривні      | 11 квітня 2003 року    | 250 000 | Василь Василенко            |
| № 506                                                                   |            | Серія «Конструктори ракет»: Валентин Глушко (1908—1989) | 0,70 гривні      | 11 квітня 2003 року    | 250 000 | Василь Василенко            |
| № 507                                                                   |            | Серія «Конструктори ракет»: Володимир Челомей (1914—1984) | 0,80 гривні      | 11 квітня 2003 року    | 250 000 | Василь Василенко            |
| № 508                                                                   |            | Товариство Червоного Хреста України | 0,45 гривні      | 18 квітня 2003 року    | 500 000 | Василь Василенко            |
| № 509                                                                   |            | Дніпропетровська область | 0,45 гривні      | 21 квітня 2003 року    | 250 000 | Олександр Калмиков          |
| № 510                                                                   |            | Львівська область | 0,45 гривні      | 8 травня 2003 року     | 500 000 | Олександр Калмиков          |
| № 511                                                                   |            | Серія «Гетьмани України»: Кирило Розумовський | 0,45 гривні      | 22 травня 2003 року    | 250 000 | Юрій Логвин                 |
| № 512                                                                   |            | Серія «Гетьмани України»: Іван Скоропадський | 0,45 гривні      | 22 травня 2003 року    | 250 000 | Юрій Логвин                 |
| № 513                                                                   |            | Блок «Володимир Мономах» | 3,50 гривні      | 28 травня 2003 року    | 100 000 | Катерина Штанко             |
| № 514 № 515 № 516 № 517 № 518 № 519 № 520 № 521 № 522 № 523 № 524 № 525 |            | Малий поштовий аркуш «Сови України» - Пугач Bubo bubo - Сова довгохвоста Strix uralensis - Сова сіра Strix aluco - Сова бородата Strix nebulosa - Сичик-горобець Glaucidium passerinum - Сич волохатий Aegolius funereus - Совка Otus scops - Сич хатній Athene noctua - Сипуха Tyto alba - Сова вухата Asio otus - Сова болотяна Asio flammeus - Сова яструбина Surnia ulula | 0,45 гривні      | 20 червня 2003 року    | 150 000 | Олександр Легкобит          |
| № 526                                                                   |            | Олександр Мишуга (1853—1922) | 0,45 гривні      | 20 червня 2003 року    | 220 000 | Василь Василенко            |
| № 528                                                                   |            | Серія «Київ очима художників»: - Краєвид Подолу з Щекавиці. Кінець 1840-х. Михайло Сажин | 0,45 гривні      | 18 липня 2003 року     | 200 000 | Оксана Тернавська           |
| № 529                                                                   |            | Серія «Київ очима художників»: - Залишки монастиря Св. Ірини. 1846. Михайло Сажин | 0,45 гривні      | 18 липня 2003 року     | 200 000 | Оксана Тернавська           |
| № 530                                                                   |            | Серія «Київ очима художників»: - Краєвид старого міста з Ярославового Валу. 1854. Василь Тімм (Георг Вільгельм) | 0,45 гривні      | 18 липня 2003 року     | 200 000 | Оксана Тернавська           |
| № 531                                                                   |            | Серія «Київ очима художників»: - Києво-Печерська лавра. Успенський собор. 1857. Василь Тімм (Георг Вільгельм) | 0,45 гривні      | 18 липня 2003 року     | 200 000 | Оксана Тернавська           |
| № 532 № 533                                                             |            | Зчіпка «Свято Маковія, Свято Спаса» | 0,45 гривні      | 25 липня 2003 року     | 200 000 | Валерій Євтушенко           |
| № 534                                                                   |            | Борис Гмиря (1903—1969) | 0,45 гривні      | 5 серпня 2003 року     | 150 000 | Лариса Корень               |
| № 535 № 536                                                             |            | Блок «Манявський скит» | 1,25 гривні      | 15 серпня 2003 року    | 100 000 | Кость Лавро                 |
| № 537                                                                   |            | Євпаторії — 2500 | 0,45 гривні      | 29 серпня 2003 року    | 500 000 | Василь Василенко            |
| № 538 № 539                                                             |            | Зчіпка Спільний випуск України з Естонією. «Шлях із варягів у греки» (2 марки): - Слов'яни на бойовій лодії; - Висадка скандинавських моряків | 0,80 гривні      | 17 вересня 2003 року   | 99 000  | Оксана Тернавська, Жан Саар |
| № 540                                                                   |            | Хмельницька область | 0,45 гривні      | 26 вересня 2003 року   | 250 000 | Олександр Калмиков          |
| № 541                                                                   |            | Миколаївська область | 0,45 гривні      | 4 жовтня 2003 року     | 250 000 | Олександр Калмиков          |
| № 542                                                                   |            | Запорізька область | 0,45 гривні      | 11 жовтня 2003 року    | 250 000 | Олександр Калмиков          |
| № 543                                                                   |            | Григорій Квітка-Основ'яненко. 1778—1843 | 0,45 гривні      | 14 листопада 2003 року | 150 000 | Геннадій Кузнєцов           |
| № 544                                                                   |            | Голодомор 1932-1933 | 0,45 гривні      | 21 листопада 2003 року | 100 000 | Кость Лавро                 |
| № 545                                                                   |            | Різдво | 0,45 гривні      | 25 листопада 2003 року | 200 000 | Микола Кочубей              |
| № 546                                                                   |            | З Новим Роком! | 0,45 гривні      | 25 листопада 2003 року | 220 000 | Катерина Штанко             |
| № 547 № 548 № 549 № 550 № 551 № 552                                     |            | Блок «Український народний одяг» | 0,45 гривні      | 19 грудня 2003 року    | 100 000 | Микола Кочубей              |
| № 547 № 548                                                             |            | Зчіпка «Український народний одяг. Харківщина» - Благовіщення - Свято Андрія | 0,45 гривні      | 19 грудня 2003 року    | 100 000 | Микола Кочубей              |
| № 549 № 550                                                             |            | Зчіпка «Український народний одяг. Сумщина» - Сватання - Перед вінцем | 0,45 гривні      | 19 грудня 2003 року    | 100 000 | Микола Кочубей              |
| № 551 № 552                                                             |            | Зчіпка «Український народний одяг. Донеччина» - Масниця - Обжинки | 0,45 гривні      | 19 грудня 2003 року    | 100 000 | Микола Кочубей              |

## Випуски стандартних марок

### Четвертий (1995—2006)
| № у каталозі | Зображення | Опис та джерело                                              | Номінал | Дата введення в обіг | Тираж   | Дизайн        |
| ------------ | ---------- | ------------------------------------------------------------ | ------- | -------------------- | ------- | ------------- |
| № 96         |            | Міський транспорт: Тролейбус ЮМЗ Т1 на тлі готелю «Україна». | І       | 28 січня 2003 року   | масовий | В. І. Дворник |

### П'ятий (2001—2006)
| № у каталозі | Зображення | Опис та джерело       | Номінал     | Дата введення в обіг | Тираж   | Дизайн             |
| ------------ | ---------- | --------------------- | ----------- | -------------------- | ------- | ------------------ |
| № 437        |            | «Мальви»              | 0,10 гривні | 27 січня 2003 року   | масовий | Олександр Калмиков |
| № 376        |            | «Пшениця»             | Є (3,65)    | 27 січня 2003 року   | масовий | Олександр Калмиков |
| № 375        |            | «Калина»              | Ж (2,66)    | 28 січня 2003 року   | масовий | Олександр Калмиков |
| № 378        |            | «Тризуб на фоні неба» | Р (10,84)   | 28 січня 2003 року   | масовий | Олександр Калмиков |
| № 374        |            | «Соняшник»            | E (0,71)    | 17 квітня 2003 року  | масовий | Олександр Калмиков |
| № 454        |            | «Бузок»               | C (0,80)    | 19 вересня 2003 року | масовий | Олександр Калмиков |

### Шостий (2002—2006)
| № у каталозі | Зображення | Опис та джерело    | Номінал     | Дата введення в обіг | Тираж   | Дизайн             |
| ------------ | ---------- | ------------------ | ----------- | -------------------- | ------- | ------------------ |
| № 442        |            | «Чорнобривці»      | 0,30 гривні | 17 квітня 2003 року  | масовий | Олександр Калмиков |
| № 470        |            | «Волошки»          | 0,45 гривні | 17 квітня 2003 року  | масовий | Олександр Калмиков |
| № 527        |            | «Горошок запашний» | 0,65 гривні | 4 липня 2003 року    | масовий | Олександр Калмиков |